# Amaryllis (chanson)
Pour les articles homonymes, voir Amaryllis (homonymie).
Singles de Wink
Sugar Baby Love
(1988) Ai ga Tomaranai ~Turn It Into Love~
(1988)
Amaryllis (アマリリス) est le 2e single du duo japonais Wink sorti en 1988.

## Présentation
Le single sort le 7 septembre 1988 au Japon sous le label Polystar. Il atteint la 30e place du classement de l'Oricon et reste classé pendant 4 semaines, pour un total de 14 000 exemplaires vendus.
La chanson-titre ne figurera sur aucun album original du groupe. Elle sera interprétée sur l'album live Shining Star de 1990, et figurera sur de nombreuses compilations, dont Wink Hot Singles, Raisonné, Wink Memories 1988-1996 ; elle sera aussi remixée sur l'album Jam the Wink de 1996 ; sa version instrumentale figurera sur l'album karaoke Fairy Tone de 1990. La chanson en "face B" Maigo no Lonely Heart figurera sur la compilation de "faces B" Back to Front de 1995.

## Liste des titres
| 1. | Amaryllis (アマリリス)                         | Mori Yukinojo | Ken Sato      |  |
| 2. | Maigo no Lonely Heart (迷子のロンリー・ハート) | Mori Yukinojo | Kido Yasuhiro |  |